# Мария Бретонская (графиня де Сен-Поль)
Мария Бретонская или Мария де Дрё (1268 — 6 мая 1339) — дочь герцога Бретани Жана II и Беатрисы Английской. В браке — графиня де Сен-Поль.

## Жизнь
В 1292 году Мария вышла замуж за Ги III де Шатильон-Сен-Поля (ум. 6 апреля 1317). Дети:
- Жан де Шатильон (ум. до 1344), граф де Сен-Поль
- Жак де Шатильон, сеньор д’Анкр
- Матильда де Шатильон (1293—1358), муж (с 1308) — Карл Валуа
- Беатриса де Шатильон, муж (с 1315) — Жан де Дампьер, сеньор Кревекёра
- Изабелла де Шатильон (ум. 19 мая 1360), муж (с мая 1311) — Гильом I де Куси, сеньор Куси
- Мария де Шатильон (ум. 1377), муж (с 1321) — Эмар де Валанс, граф Пембрук
- Элеонора де Шатильон (ум. после 1357), муж — Жан Мале, сеньор де Гравиль (ум. 1355)
- Жанна де Шатильон (ум. после 1353), муж — Милон де Мези

Через свою дочь Матильду Мария была бабушкой Марии Валуа и Изабеллы Валуа, которая стала герцогиней Бурбона и была матерью герцога Бурбона Людовика II и Жанны де Бурбон, которая стала королевой Франции. Другой дочерью Матильды была Бланка Валуа, которая вышла замуж за императора Священной Римской империи Карла IV и была матерью Екатерины Люксембургской.